# Průmyslová fotografie

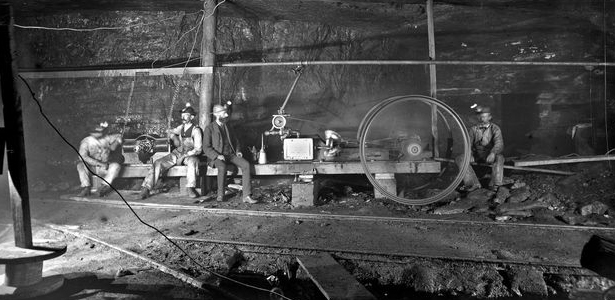
George Bretz: Podzemní fotografie horníků, vpravo se nachází dynamo sloužící k osvětlení podzemních prací v uhelném dolu Kohinoor, severovýchodní Pensylvánie, asi 1884

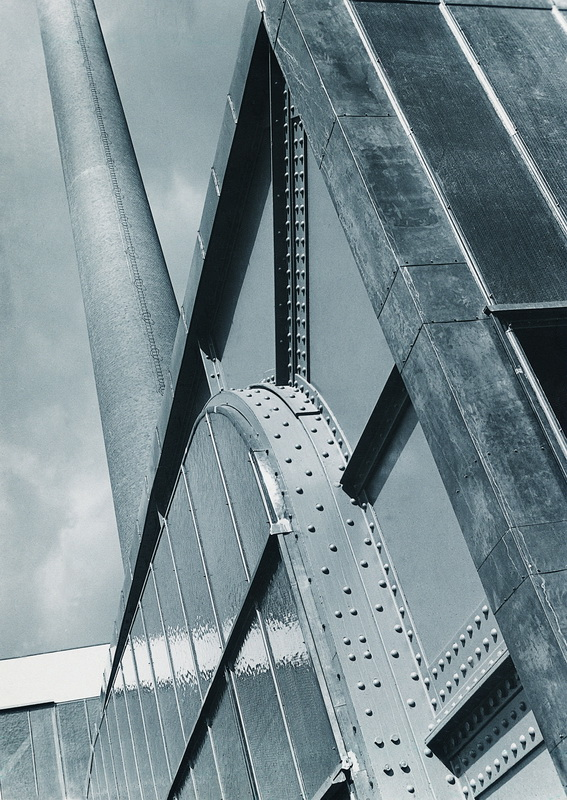
Eugen Wiškovský: Průčelí elektrárny ESSO v Kolíně, 1932

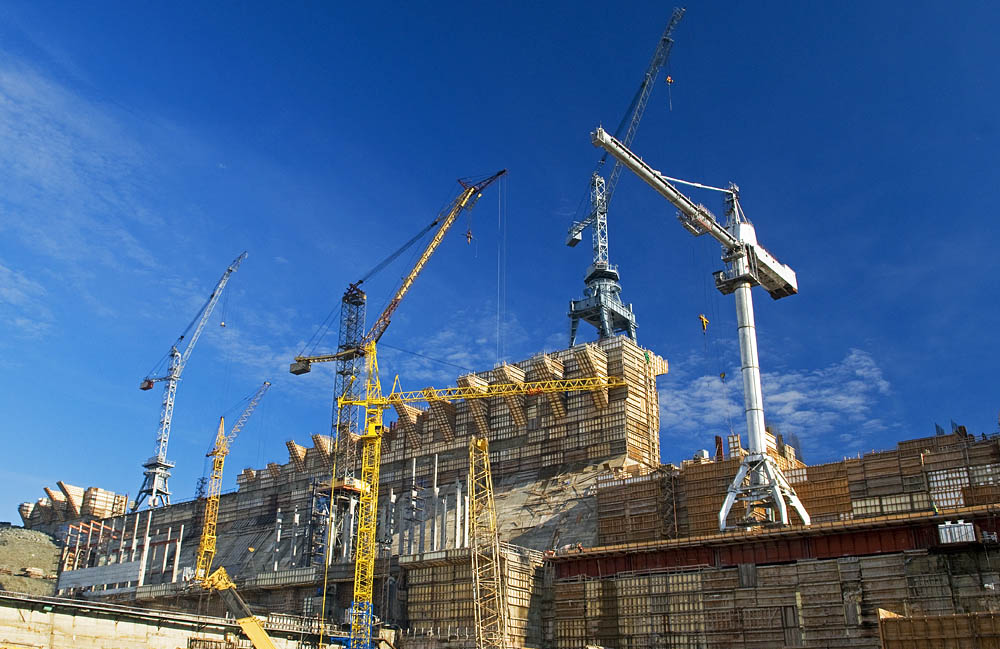
Stavba Bogučanské elektrárny, průmyslová fotografie, 2010

Průmyslová fotografie (industriální fotografie) je fotografický žánr, který zachytává průmyslové objekty jako jsou závody, továrny a s tím související prostory. Kromě fotografií míst zahrnuje také téma výrobního procesu, přímou výrobu výrobku nebo jeho detail. A samozřejmě také fotografie personálu, hotových výrobků, částí výrobků, různých strojů, materiálů a všeho, co je potřeba pro katalogy, brožury, letáky nebo internetové stránky. Blízko k průmyslové fotografii má fotografie interiéru, architektury a reportážní fotografie. Fotograf, který se specializuje na tento žánr se označuje jako průmyslový fotograf.

## Autoři
George M. Bretz (1842–1895, USA) byl známý svými fotografiemi uhelných dolů v severovýchodní Pensylvánii a horníků. Sbírka jeho původních negativů na skleněných deskách z uhelného dolu Kohinoor v městečku Shenandoah v Pensylvánii byly nedávno nově objevené v Národním muzeu americké historie. Bretz je pořídil asi v roce 1884 a jedná se o jedny z prvních fotografií s umělým osvětlením fotografované v podzemním dolu. Tyto fotografie byly vystaveny v roce 1884 na World Cotton Centennial v New Orleans a znovu v roce 1893 na světové výstavě World’s Columbian Exposition v Chicagu. Bretz je také známý svými fotografiemi členů hnutí Molly Maguires, radikálních horníků, kteří byli proti nekalým praktikám práce v uhelných dolech.
Američan Lewis Hine (1874–1940) od roku 1905 systematicky fotografoval imigranty a dělníky v továrnách. Ve dvacátých a začátkem třicátých let nafotil Hine sérii „pracovních portrétů“, které zdůrazňovaly přínos člověka modernímu průmyslu. V roce 1930 byl Lewis Hine pověřen zdokumentovat stavbu Empire State Building. Hine fotografoval dělníky v nebezpečných pozicích, když zabezpečovali kovové a ocelové nosné konstrukce budovy, přičemž riskoval stejně jako oni. Za účelem pořídit ty nejpřínosnější snímky se Hine houpal ve speciálně vytvořeném koši ve výšce více než 300 metrů nad Pátou Avenue. Působil také jako vrchní fotograf pro Works Progress Administration’s (WPA), národní výzkumný projekt, který zkoumal změny v průmyslu a jejich dopad na zaměstnanost. Rovněž dokumentoval dětskou práci – jeho snímky pomohly prosadit zákon o zákazu práce dětí. Fotografie tak poprvé vstoupila do role společenského argumentu a sociologie ji mohla využívat jako dokumentační nástroj. Snímek malé přadleny pořídil Lewis Hine v továrně v Jižní Karolíně v roce 1908.
Němečtí fotografové Bernd a Hilla Becherovi jsou mezinárodně známí a uznávaní díky svým černobílým fotografiím průmyslových krajin. Věnovali pozornost industriálním stavbám jako jsou těžní věže, vysoké pece, zásobníky na uhlí, pracovní haly, plynové zásobníky, doly a hutě, vysoké pece, plynojemy, vodojemy, vápenky a obilní sýpky. Za 40 let seskupili ucelený soubor industriální krajiny. Považují se za průkopníky konceptuální fotografie a z fotografického hlediska ve smyslu pořizování sérií zařazována k Nové věcnosti.
Eugen Nosko (1938, Německo) má jako základní téma svých prací lidi a technologie v průmyslovém prostředí NDR. Jeho série fotografií se věnují převážně tématům hornictví, metalurgie, strojírenství, stavebnictví a doprava. Kromě toho je autorem také velkého počtu městských scenérií. V roce 1998 obsahovalo oddělení Deutsche Fotothek ze SLUB Dresden přibližně 11 000 jeho středoformátových fotografií průmyslu. V roce 2008 získal Fotothek asi 26 000 záběrů východoněmeckého průmyslu, měst ve východním Německu, kabaretů a varieté. Asi 3000 snímků s tématem průmyslové fotografie ve Spolkové republice Německo z let 1986 až 1995 jsou v portfoliu Deutsche Fotothek od roku 2008.
Albert Renger-Patzsch
United States Office of War Information (OWI) – americký Úřad válečných informací byla vládní americká agentura pro šíření informací a válečné propagandy během druhé světové války. Vznikla přejmenováním instituce Farm Security Administration, která byla vytvořena v roce 1935 v rámci New Deal.
Alfred Palmer byl americký válečný fotograf; sloužil pro americkou vládu během druhé světové války v agentuře Farm Security Administration, kde spolu s kolegy vytvořili přibližně 1600 barevných fotografií, které zachycují život ve Spojených státech, včetně Portorika a Panenských ostrovů. FSA pomocí plakátů pracovala na podpoře vlastenectví, varovala cizí vyzvědače a pokoušela se získat ženy, aby pracovaly pro válku. Alfred Palmer byl pozoruhodný jeho portrétista mužů a žen při práci v průmyslu. Používal přirozené osvětlovací systémy, při kterých se zaměřil na osobu v jejím prostředí - někdy vznikaly až extrémní kontrasty.
Margaret Bourke-White (1904–1971, USA)

### České země
- Eugen Wiškovský (1888–1964) patří k předním českým fotografům 30. let, jeho fotografie jsou zaměřeny na tvar a estetiku fotografovaného předmětu (průmyslová architektura, krajina, geometrické detaily).

- Josef Koudelka (1938) na objednávku ministerstva zemědělství vypracoval po roce 1990 studii české krajiny v Podkrušnohoří zdevastované industrializací a přírodními katastrofami s názvem Černý Trojúhelník.

- Václav Jirásek (1965) ve svém cyklu Industria dokumentoval interiéry zanikajících továren, prostory převážně metalurgických provozů v celé jejich monumentalitě, rozkladu, zmaru a současné opuštěnosti (například ČKD Blansko, Třinecké železárny nebo Poldi Kladno).[7] Projekt měl dvě části, v prvním dokumentoval architekturu, industriální prostředí a intimní zázemí pracujících lidí. Ve druhé části portrétoval polopostavy pracujících lidí před plochou nebo zdí.[8]

- Boris Renner (1965) se specializuje na průmyslovou fotografii Ostravska. Je autorem fotografických publikací Ostravaci všem a Ostrava včera a dnes. Jeho jméno je již dnes pevně spjato s fotografickými pracemi z hornického a hutnického prostředí, architektury Ostravska a okolí.
- Viktor Mácha (1984) se věnuje fotografické dokumentaci činných provozů těžkého průmyslu v celoevropském kontextu. Pravidelně spolupracuje s předními světovými podniky z ocelářského sektoru.

## Galerie

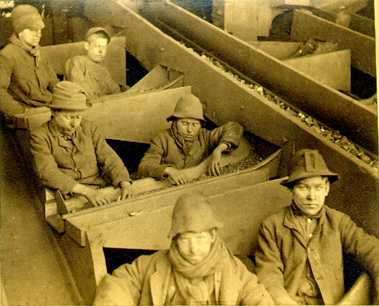
George Bretz: Chlapci u drtičky, důl Eagle Hill, Pensylvánie, asi 1884
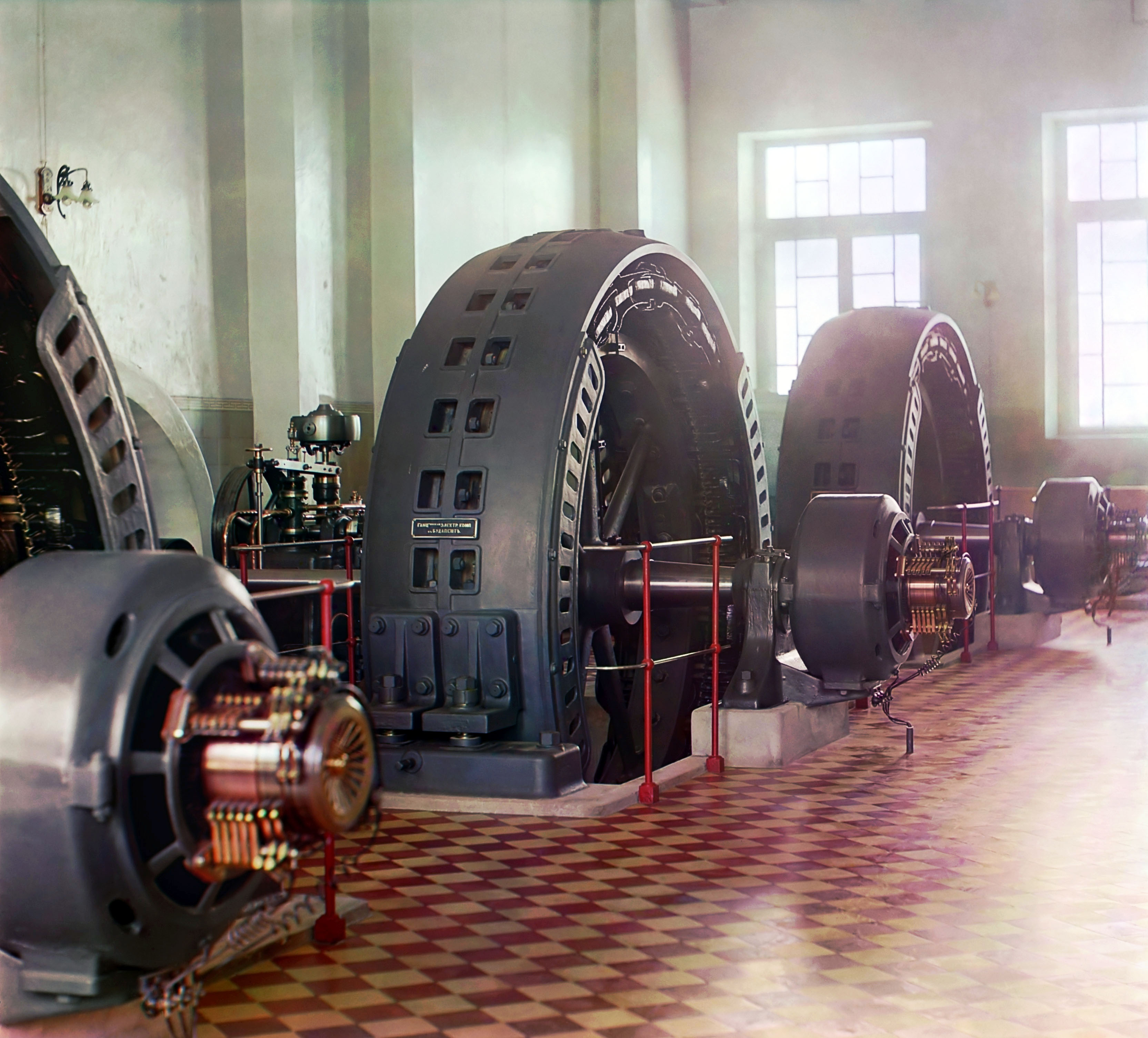
Sergej Prokudin-Gorskij: Elektrické alternátory z maďarské továrny pracující v hydroelektrárně na řece Murghab, Hindúkuš, Turkmenistán, 1911
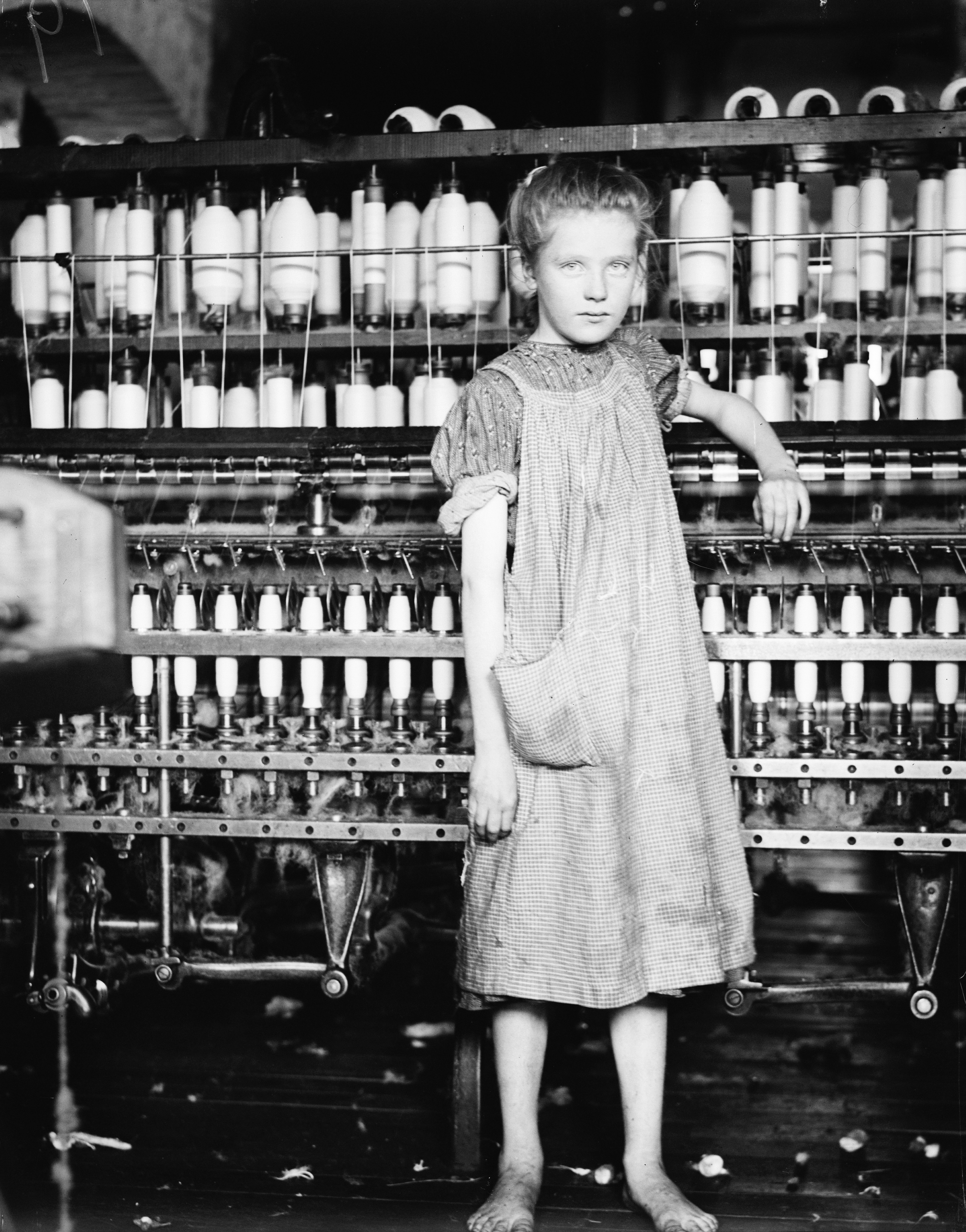
Lewis Hine: Addie Card (asi 12 let) u spřádacího stroje v bavlnářském závodě v North Pormalu (Pownal). Dívky o ní říkaly, že jí je teprve deset...
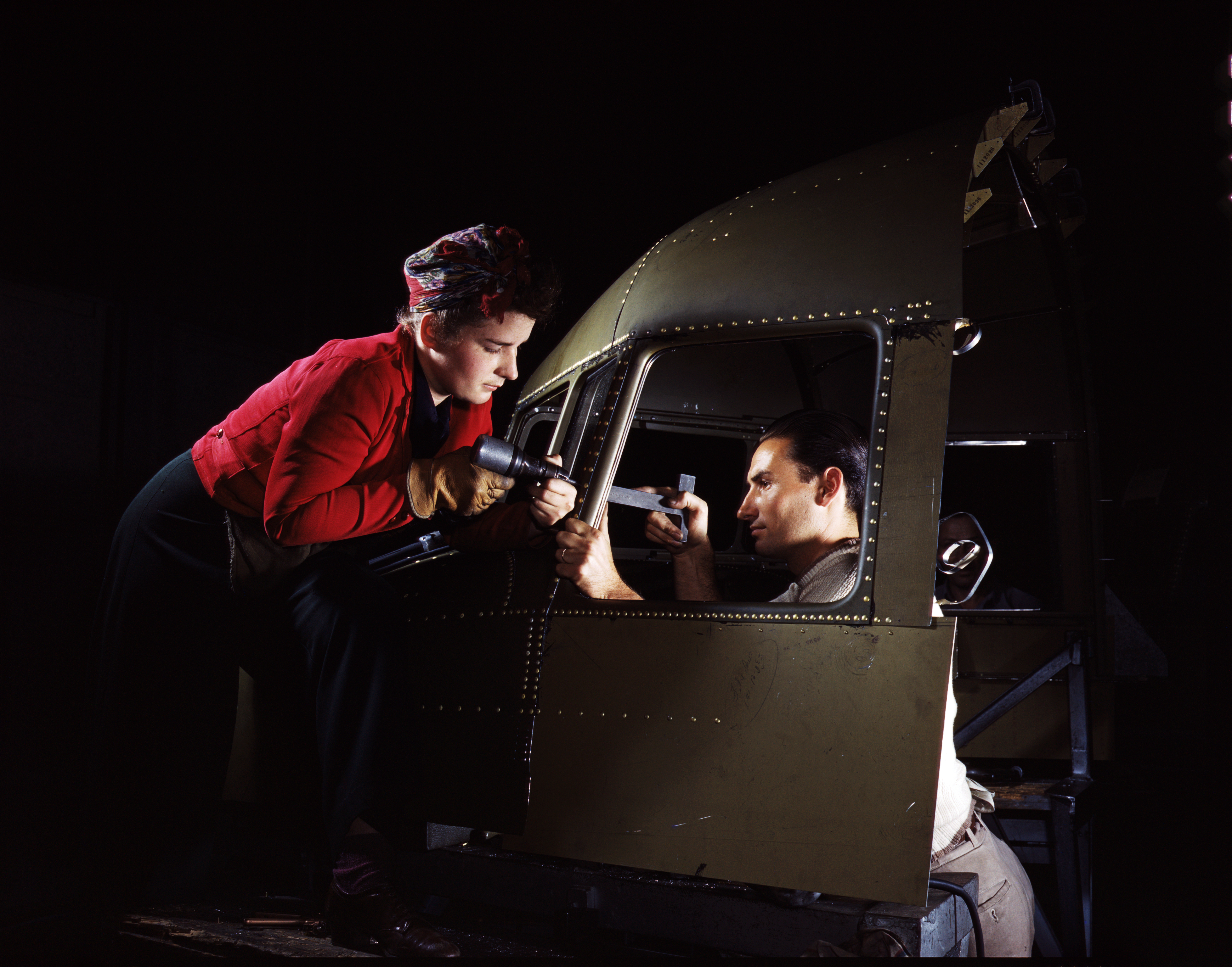
Alfred T. Palmer: Práce na kokpitu letounu C-47, 1942, OWI
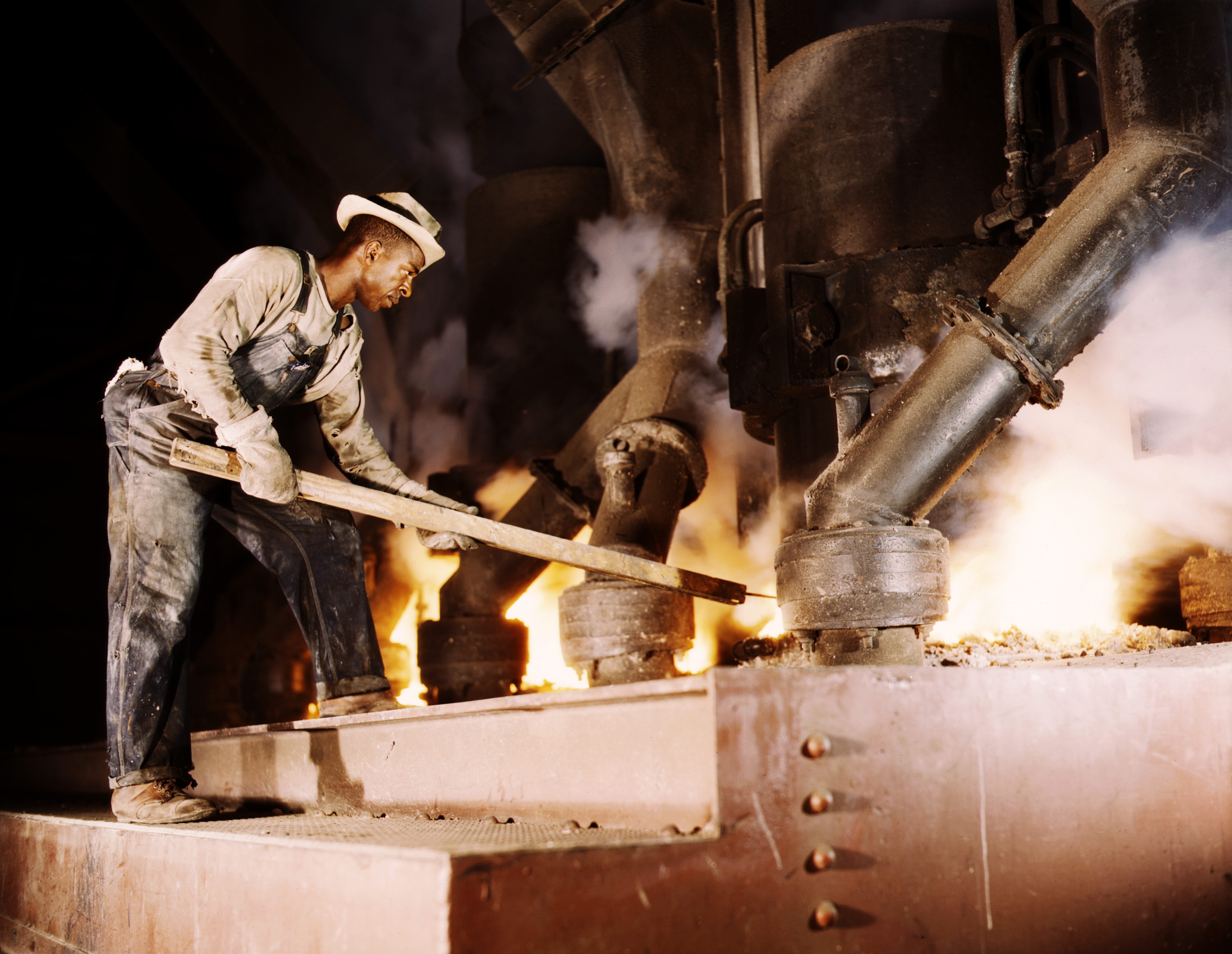
Alfred T. Palmer: Phosphate smelting furnace worker, Muscle Shoals, Alabama, 1942
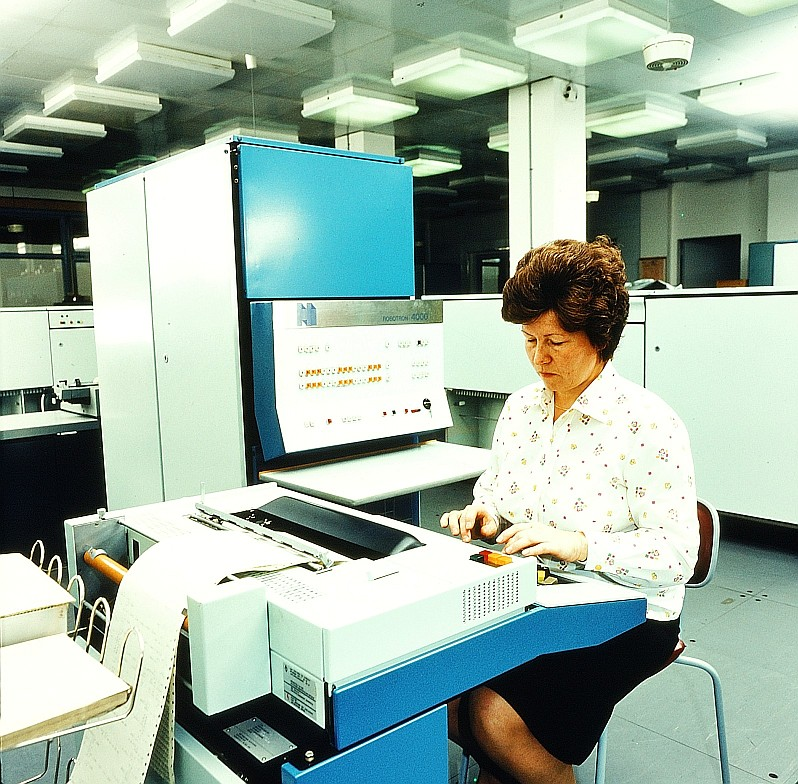
Eugen Nosko: Zpracování dat, 1983
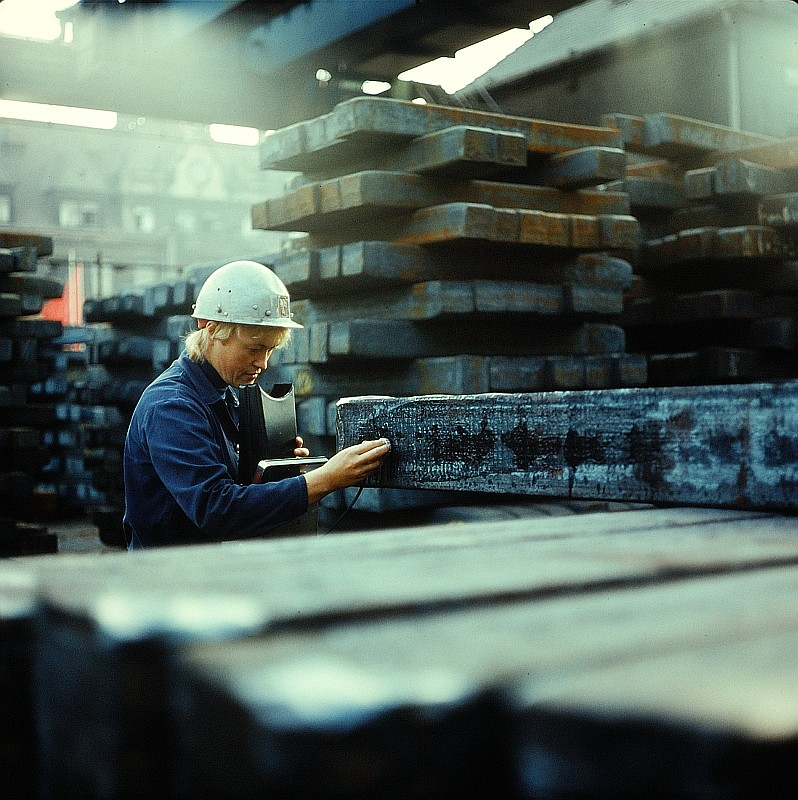
Eugen Nosko: Kontrola kvality, 1983
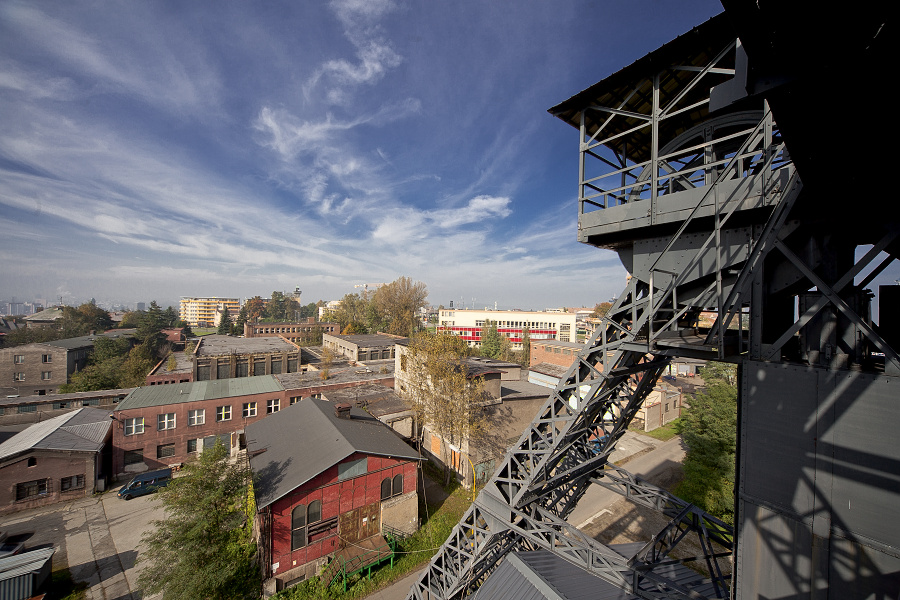
Boris Renner: Důl Petr bezruč, Ostrava, 6. října 2010
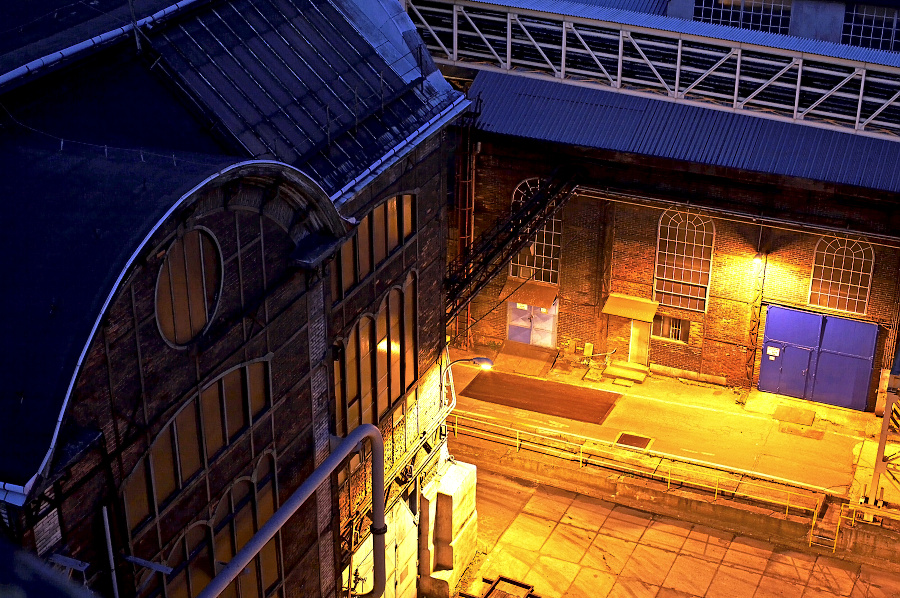
Boris Renner: Elektrárna Vítkovice, 26. července 2007
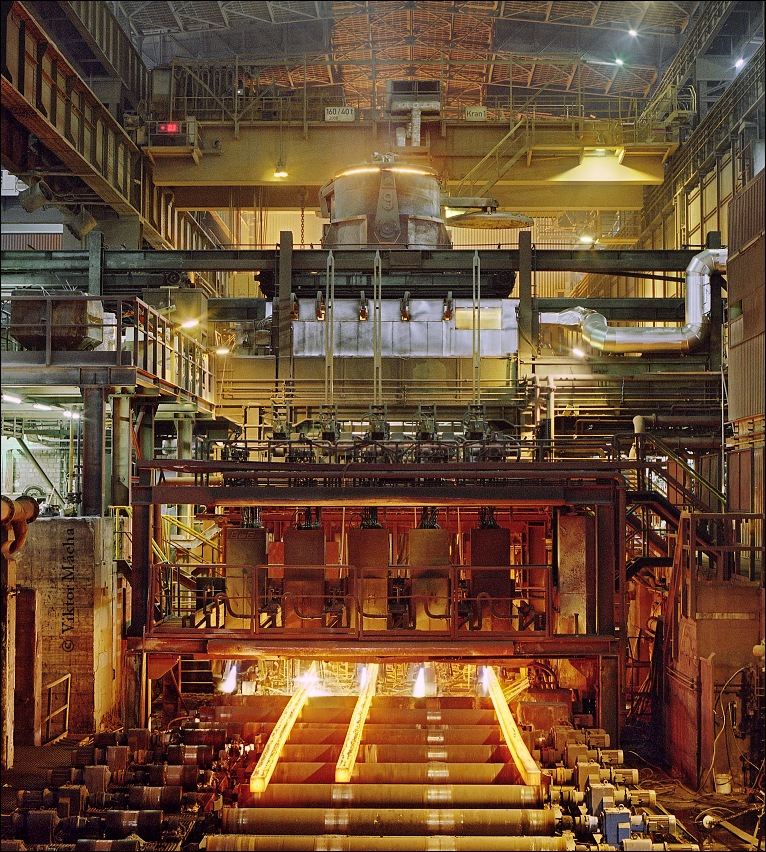
Viktor Mácha, Feralpi Stahl Riesa, listopad 2012
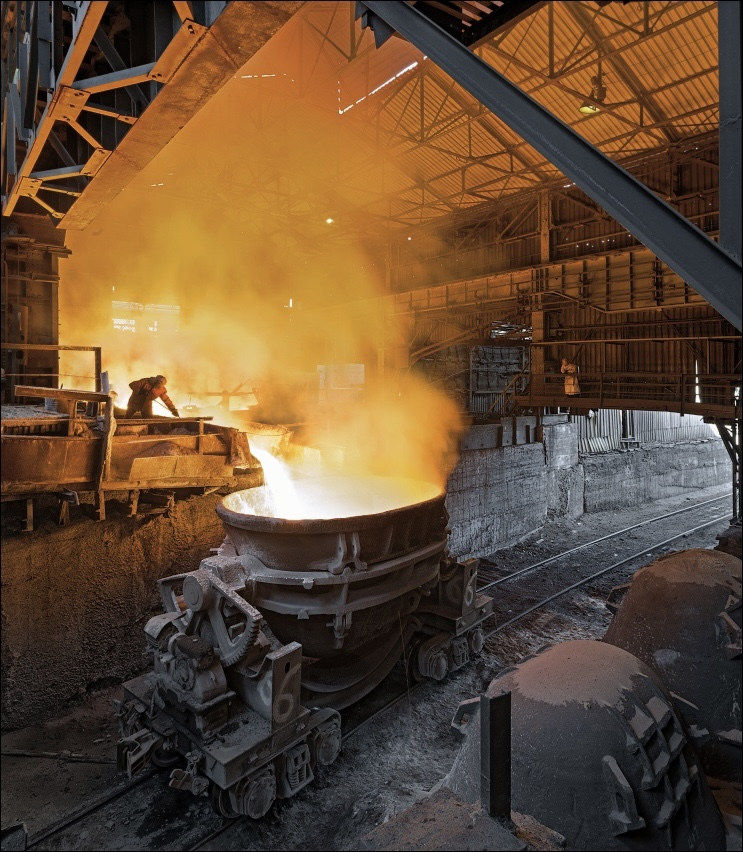
Viktor Mácha, železárny Satka, duben 2013